# Mars Observer
Mars Observer bila je NASA-ina svemirska letjelica za Mars koja je lansirana u rujnu 1992. godine. U kolovozu 1993. kontakt je izgubljen tri dana prije ulaska u orbitu Marsa i nikada nije ponovno uspostavljen. Točan uzrok do danas je nepoznat.
Mars Observer lansiran 25. rujna 1992. raketom-nosačem Titan III  iz Lansirnog kompleksa 40 na Cape Canaveralu. Nakon što je stigao do Zemljine orbite satelit je ubrzan prema Marsu koristeći Transfer Orbit Stage.
Kvarovi su se događali već tijekom leta: sonda je, primjerice, nekoliko puta gubila orijentaciju zbog prljavih i neispravnih navigacijskih senzora. Dana 27. srpnja 1993. kamera letjelice snimila je jedine dvije slike Marsa koje je Mars Observer ikada poslao natrag na Zemlju. Kada su 21. kolovoza 1993., tri dana prije planiranog dolaska, konačno počele pripreme za ulazak u orbitu s letjelicom je prekinuta komunikacija. Svi pokušaji uspostavljanja kontakta bili su neuspješni, tako da je sonda službeno proglašena izgubljenom u rujnu 1993.
Istražno povjerenstvo objavilo je sljedeće moguće razloge koji bi mogli biti odgovorni za neuspjeh misije:
- Orbiter se zarotirao iz svog normalnog položaja zbog deflagracije u motorima. Ovo je aktiviralo sigurnosni način rada koji je zaustavio sve pokrenute procese, a time i planirani kontakt sa Zemljom.
- Napajanje se pokvarilo nakon kvara tranzistora. Upotrebljena serija tranzistora uzrokovala je probleme i na meteorološkim satelitima.
- Zbog kvara na regulaciji tlaka u spremniku goriva došlo je do oštećenja spremnika i sonda više nije mogla korigirati svoj položaj.
- Gorivovodi su oštećeni pirotehničkim paljenjem motora.

## Vanjske poveznice
- Bernd Leitenberger: Mars Observer
- NASA: Mars Observer